# Борис Константинович
Бори́с Константи́нович (ум. 1394) — князь Городецкий, третий сын Константина Васильевича, князь Суздальско-Нижегородский.

## Борьба за Нижегородский престол
Умирая, Константин назначил Нижний Новгород — Андрею, Суздаль — Дмитрию, Городец — Борису.
В 1365 году умер бездетным Андрей, и его удел пожелал занять Борис, фактически управлявший им с 1363 года. Дмитрий, который по праву старшинства должен был унаследовать нижегородский престол, принуждён был обратиться к помощи московского князя Дмитрия Донского, от которого уговаривать братьев мирно поделиться поехал митрополит Алексий, но Борис не слушал; в том же году Борис Константинович получил ханский ярлык на нижегородское княжение «от царя Барахомза», а Дмитрий, получив ярлык на владимирское княжение, уступил его Дмитрию Донскому, который послал к Борису своих послов-примирителей, в числе которых был Сергий Радонежский, — с предложением приехать в Москву; Борис отказался. Тогда Сергий по приказанию митрополита и великого князя затворил все церкви в Нижнем; но и эта мера не помогла. После этого были посланы из Москвы полки на помощь Дмитрию, и когда последний приблизился с ними и со своею ратью к Нижнему, Борис вышел к нему навстречу и стал просить мира, отступаясь от Нижнего Новгорода. Мир ему был дан, и с тех пор Борис не нарушил установившегося между ним и братом согласия и был верным союзником великого князя: в 1367 году вместе с Дмитрием, своим братом, боролся с монгольским мурзой Булат-Темиром, грабившим их земли; в 1370 году по требованию брата ходил на Асана, царя болгар; в 1375 году помогал Дмитрию Донскому в борьбе его с тверским князем и в 1377 и 1378 годах прославился победами над мордвой, ограбившей удел его брата и сжегшей Нижний Новгород.
В 1383 году умер Дмитрий Константинович, князь Суздальско-Нижегородский. Борис в это время находился в Орде у Тохтамыша и успел у него выпросить себе ярлык на Нижегородский удел. Сыновья же Дмитрия, Семён и Василий-Кирдяпа, должны были удовольствоваться Суздалем; этим они, конечно, были недовольны и по возвращении из орды с помощью великого князя начали войну с дядей за Нижний Новгород и даже Городец, на который они получили ярлык от хана; но вскоре помирились, уступив Борису Городец.
Возвратясь в Городец, Борис тем не менее не покидал мысли завладеть и Нижним. По смерти Дмитрия Донского (1389) он отправился в Орду хлопотать о Нижегородском княжестве. Не застав в Орде Тохтамыша, отправившегося к границам Персии воевать с Тамерланом, он нагнал его на пути, более месяца странствовал с ним и, наконец, вернулся с ярлыком от хана на Нижний (1390). Однако в 1392 году Василий Дмитриевич, великий князь московский, вместе с другими уделами получил от хана ярлык и на княжество Нижегородское. В том же году по возвращении из Орды отправил он в Нижний послов, которым нижегородские бояре, не любившие Бориса, предали город, объявив народу, что он теперь принадлежит уже московскому князю, а Бориса с женою и детьми в оковах по приказанию Василия I развезли по разным городам.
В 1393 году (по другим сведениям, 12 мая 1394 г.) Борис умер в Суздале; был похоронен в Рождество-Богородицком соборе.

## Культурная деятельность
Борис Константинович известен еще как строитель: в 1372 году в виде оплота от набегов мордвы, черемис и татар основал город Курмыш на р. Суре, а за три года перед этим поставил в городе соборную церковь в честь Архангела Михаила (1369).

## Семья
Борис Константинович был женат на дочери литовского князя Ольгерда, Марии, и имел от неё двух сыновей: Даниила и Ивана, которым в 1412 году удалось добыть ярлык от Зелени-Салтана, хана кипчакского, на Нижний Новгород; но они здесь пробыли недолго: в 1417 г. мы видим их в Москве, откуда на следующий год они бежали обратно в Нижний. Здесь в этом же году Иван умер, а вскоре после него, вероятно, и Даниил.

Лицевой летописный свод помещает за 1396 сообщение о смерти его дочери, мужем которой был Иван Всеволодович (князь холмский).
- Князь Борис у Евфимия Суздальского[2]
- Дмитрий Нижегородский жалует брату Борису Городец